# Malgobek
Malgobek (ru Малгобéк) este un oraș situat în partea de sud-est a Federației Ruse, în nord-vestul Ingușetiei. La recensământul din 2010 avea o populație de 31.076 locuitori. 

## Istoric
Localitatea a fost fondată în anul 1935 ca și așezare pentru muncitorii ce lucrau la noile exploatări de petrol din zonă, pe teritoriul fostelor sate ingușe Malgobek-Balka și Cecen-Balka. Declarat oraș în 1939. Ocupat de naziști în perioada 12 septembrie 1942 - 3 ianuarie 1943, când a fost eliberat de către Armata Roșie. În anii 90 populația sa s-a dublat datorită unui aflux de refugiați din Cecenia.
Pentru rezistența eroică din timpul celei de-a doua conflagrații mondiale, localității i-a fost conferit statutul de Oraș de glorie militară, acrodat de Vladimir Putin la data de 8 octombrie 2007.

## Economie
Ecomomia localității se bazează pe exploatarea petrolului (compania Ingushneftegasprom), prelucrarea lemnului și industria alimentară.